# ジ・アメイジング・バド・パウエル Vol.1
『ジ・アメイジング・バド・パウエル Vol.1』（The Amazing Bud Powell）は、ジャズ・ピアノ奏者バド・パウエルのアルバム（10インチLP）。1951年リリース。レコード番号BLP5003。1955年には収録曲を変更して12インチLP盤（レコード番号BLP1503）がリリースされた。

## 収録曲

### 10インチLP盤

#### A面
1. ウン・ポコ・ローコ - "Un Poco Loco"
2. 虹の彼方に - "Over The Rainbow"
3. オーニソロジー - "Ornithology"
4. ウェイル - "Wail"

#### B面
1. チュニジアの夜 - "A Night In Tunisia"
2. イット・クッド・ハプン・トゥ・ユー - "It Could Happen To You"
3. ユー・ゴー・トゥ・マイ・ヘッド - "You Go To My Head"
4. バウンシング・ウィズ・バド - "Bouncing With Bud"

### 12インチLP盤

#### A面
1. ウン・ポコ・ローコ（テイク1） - "Un Poco Loco" (1st take)
2. ウン・ポコ・ローコ（テイク2） - "Un Poco Loco" (2nd take)
3. ウン・ポコ・ローコ - "Un Poco Loco"
4. 異教徒たちの踊り - "Dance Of The Infidels"
5. 52丁目のテーマ - "52nd St. Theme"
6. イット・クッド・ハプン・トゥ・ユー（別テイク） - "It Could Happen To You" (alt. Take)

#### B面
1. チュニジアの夜（別テイク） - "A Night In Tunisia" (alt. take)
2. チュニジアの夜 - "A Night In Tunisia"
3. ウェイル - "Wail"
4. オーニソロジー - "Ornithology"
5. バウンシング・ウィズ・バド - "Bouncing With Bud"
6. パリジャン・ソロフェア - "Parisian Thoroughfare"

## 演奏メンバー

### 10インチLP盤

#### 1949年8月9日録音（A-3,4、B-3,4）
- バド・パウエル - ピアノ
- ファッツ・ナヴァロ - トランペット（ただしA-3、B-3には不参加）
- ソニー・ロリンズ - テナー・サックス（ただしA-3、B-3には不参加）
- トミー・ポッター - ベース
- ロイ・ヘインズ - ドラムス

#### 1951年5月1日録音（A-1,2、B-1,2）
- バド・パウエル - ピアノ
- カーリー・ラッセル - ベース（ただしA-2、B-2には不参加）
- マックス・ローチ - ドラムス（ただしA-2、B-2には不参加）

### 12インチLP盤

#### 1949年8月9日録音（A-4,5、B-3,4,5）
- バド・パウエル - ピアノ
- ファッツ・ナヴァロ - トランペット（ただしB-4には不参加）
- ソニー・ロリンズ - テナー・サックス（ただしB-4には不参加）
- トミー・ポッター - ベース
- ロイ・ヘインズ - ドラムス

#### 1951年5月1日録音（A-1,2,3,6、B-1,2,6）
- バド・パウエル - ピアノ
- カーリー・ラッセル - ベース（ただしA-6には不参加）
- マックス・ローチ - ドラムス（ただしA-6には不参加）